# ذئب البراري في المنزل
ذئب البراري في المنزل رواية صدرت عام 2004 بقلم الأديب إلمور ليونارد، وتمثل تجربته الوحيدة في أدب الأطفال.
تنسج القصة خيوطها حول ذئب براري أنيق المظهر وكلب نجم سينمائي مسن، يتوق كل منهما إلى تبادل الأدوار مع الآخر، في مغامرة تمزج بين الطرافة والدهشة. بين السطور، تومض إشارات ذكية إلى إحدى روايات ليونارد السابقة، احصل على شورتي، وبالأخص إلى شخصية هاري زيمو استوديو الإنتاج الذي يملكه، لتضفي على الحكاية لمسة من الحنين والارتباط بعالم الكاتب الأوسع.